# Gombergean
Gombergean – miejscowość i gmina we Francji, w Regionie Centralnym, w departamencie Loir-et-Cher.
Według danych na rok 1990 gminę zamieszkiwało 146 osób, a gęstość zaludnienia wynosiła 12 osób/km² (wśród 1842 gmin Centre, Gombergean plasuje się na 991. miejscu pod względem liczby ludności, natomiast pod względem powierzchni na miejscu 1034.).